# Феролето дела Киеза
Феролѐто дела Киѐза (на италиански: Feroleto della Chiesa, на местен диалект Ferlìtu, Ферлиту) е село и община в Южна Италия, провинция Реджо Калабрия, регион Калабрия. Разположено е на 159 m надморска височина. Населението на общината е 1749 души (към 2012 г.).